# Roeslan Ponomarjov

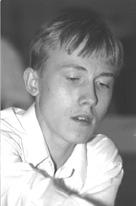
Roeslan Ponomarjov
(foto Gennadiy Titkov)

Roeslan Ponomarjov (Oekraïens: Руслан Пономарьов, Roeslan Ponomar'ov; Russisch: Руслан Олегович Пономарёв, Roeslan Olegovitsj Ponomarjov) (Horlivka, 11 oktober 1983) is een Oekraïense schaker.
Op zijn twaalfde werd hij Europees kampioen tot 18 jaar, op zijn dertiende wereldkampioen tot 18 jaar. In 1997 werd hij de (destijds) jongste grootmeester ooit: 14 jaar oud. Ponomarjov is een van de schaakwonderkinderen.
Sinds 1997 won hij een aantal toernooien, maar zijn grootste succes was het winnen, op 18-jarige leeftijd, van het Wereldkampioenschap schaken 2001/2002. In dit knock-outtoernooi schakelde hij onder andere Aleksandr Morozevitsj, Jevgeni Barejev en Peter Svidler uit en won in de finale van Vasyl Ivantsjoek. Na dit succes werd hij uitgenodigd voor het toernooi in Linares in 2002 waar hij als tweede eindigde achter Garri Kasparov.
Als uitvloeisel van het Pact van Praag had Ponomarjov een match met diezelfde Kasparov moeten spelen om het FIDE kampioenschap. De match zou in 2002 op de Krim worden gespeeld maar ging om onduidelijke redenen niet door.

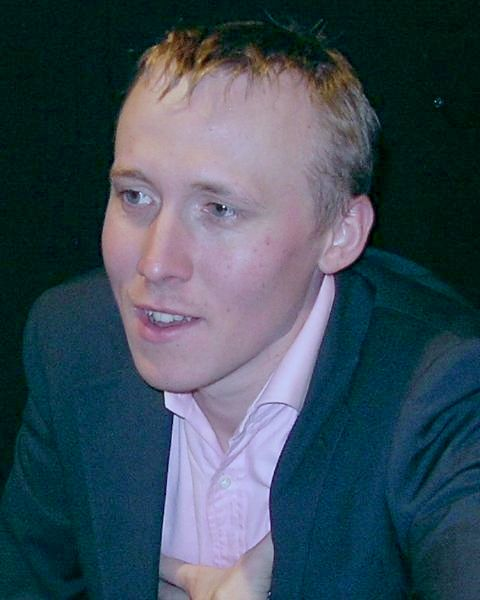
Roeslan Ponomarjov, Dortmund 2010

- In 2003 speelde Ponomarjov in het Corus-toernooi en in Linares, in beide gevallen eindigde hij in de achterhoede.
- In 2004 werd in Biel het Grootmeestertoernooi verspeeld: Aleksandr Morozevitsj eindigde op de eerste plaats, Krishnan Sasikaran werd tweede en Ponomarjov werd derde.
- In 2004 nam hij met het Oekraïense team deel aan de 36e Schaakolympiade, waar hij speelde aan het tweede bord. Het team eindigde op de eerste plaats.
- In 2005 speelde Ponomarjov in het Corus-toernooi, hij haalde 6½ uit 13, in een sterk bezet toernooi in Sofia scoorde hij 5 uit 10.
- Van 1 t/m 3 juli 2005 werd in Odessa het Efim Geller memorial verspeeld dat met 7½ punt uit 9 ronden door Ponomarjov gewonnen werd. Valery Beim eindigde als tweede met 6½ punt, terwijl Joeri Drozdovsky derde werd ook met 6½ punt.
- Van 19 t/m 23 november 2005 werd in Bilbao het toernooi van de mens tegen schaakcomputers: Mens - Machines verspeeld dat door de machines met 8–4 gewonnen werd: Ponomarjov behaalde als laatste mens de volle winst tegen een top-computer, met normale tijdsrestricties.
- In mei 2006 eindigde Ponomarjov als vijfde in het M-Tel Masters toernooi in Sofia, met 3½ uit 10.